# غريتسوفسكيي
غريتسوفسكيي (بالروسية: Грицовский) هي مدينة في مقاطعة تولا أوبلاست في روسيا. يبلغ عدد سكانها حوالي 6520 نسمة.